# Marie Harf

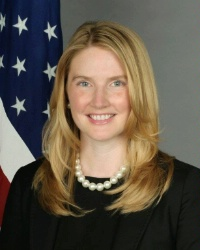

Marie Elizabeth Harf (15 de junho de 1981) é a Assessora Sênior de Comunicações Estratégicas do Secretário de Estado dos Estados Unidos, John Kerry, no Departamento de Estado dos Estados Unidos, liderando a estratégia de comunicação das negociações nucleares do Irã. Anteriormente, atuou como porta-voz interina e porta-voz adjunto do departamento de Estado.
Harf, graduou-se da Granville High School em 1999. Ela formou-se em Indiana na Universidade de Indiana com um bacharelado em Ciências Políticas com concentração em Estudos Judaicos e Estudos Russos e Europeus Orientais, e depois obteve o mestrado em Relações Exteriores da Universidade da Virgínia.